# Paul-Émile Botta
Paul-Émile Botta (Torino, 1802. december 6. – Achères, 1870. március 29.) olasz származású francia régész és utazó, orvos, világfi, konzul Alexandriában, konzulátusi képviselő Moszulban, a Louvre „kincskeresője”, az asszír föld pionírja.

## Élete és munkássága
Ifjú éveiben valóságos világ körüli utat tett meg. 1830-ban mint orvos Mohamed Ali szolgálatába lépett, és részt vett az egyik egyiptomi expedícióban. Néhány ládát vitt magával. A kairói rendőrség a ládák felnyitása során tizenkétezer gondosan felszúrt rovart talált azokban.
(Tizennégy esztendő múlva ugyanez az orvos és rovargyűjtő öt kötetes könyvet írt Asszíriáról. A munka fontos kiindulópontja lett Mezopotámia tudományos feltárásának, akár a huszonnégy kötetes „Description de l' Egypte” Egyiptom feltárásában...)
1833-ban a francia kormány konzullá nevezte ki Alexandriába. Innen arábiai utazásra indult, és erről az útjáról terjedelmes könyvet írt. 1840-ben konzulátusi tisztviselő lett Moszulban. Ez a város a Tigris felső folyásánál fekszik, és napszálltakor, amikor Botta lovaglásra indult, megpillantotta a különös dombokat. Nem mintha ezek a dombok neki tűntek volna fel először. John Macdonald Kinneir, Claudius James Rich, William Francis Ainsworth is már romokat sejtett alattuk.
Nem volt archeológus, orvos volt, természettudós, ugyanakkor diplomata aki értett a társadalmi összeköttetések kihasználásához. Nem is hozott magával egyebet, mint a bennszülöttek nyelvének ismeretét. Először a környék lakóitól próbálta megtudni, honnan szerezték a régiségeket, cserepeket. Amit tudott megvásárolt tőlük. Bottának be kellett látnia, kérdezősködéssel nem megy semmire, nem akad rá az áhított gazdag lelőhelyekre. Elhatározta, hogy az első, útjába eső dombnál, Kujundzsiknál, megkezdi az ásást. Ez a domb nem volt még az igazi Botta számára, legalábbis nem az ásatások első esztendejében. Botta itt hiába ásott. Napról napra, hétről hétre, hónapról hónapra nem talált mást, mint néhány (értelmetlen jelekkel telerótt) téglát, egy-egy domborműtöredéket, de annyira összeroncsolva, hogy az egész felismerhetetlen maradt. Nem csoda, hogy egy év elteltével a bennszülöttek számtalan félrevezető meséje után, Botta elutasított egy fecsegő arabot, aki olyan dombról regélt, ahol mindent megtalálhat, amit csak akar.

## A fordulat
Már-már kikergette a sátrából amikor az arab egyre erőszakosabban fecsegett arról, hogy messzi faluból jött ide, szeretne segíteni! Ékírásos táblák kellenek? Tömegben hevernek szülőfalujában, Horszábádban, ő csak tudja, mert a kemencét is ilyen téglákból építette, akárcsak az egész falu időtlen idők óta. Mivel nem tudta lerázni az arabot, meggondolta magát. Néhány emberét elküldte vele, mert hát ki tudja. Ez a kis expedíció örök időkre halhatatlanná tette a régészet történetében! Az arab nevét senki sem tudja már, de Botta volt az, aki először hozta napvilágra egy kultúra maradványait, amely csaknem kétezer évig virágzott és több mint két és fél évezredig pihent mindenki elől elrejtve, elfeledve a föld alatt.
Egy héttel később az expedíció egyik tagja izgatottan érkezett vissza. Alig kezdtek ásni, – mondta -, máris falakra bukkantak. Az első piszokréteg eltávolítása után feliratok, domborművek, képek, ijesztő állatok váltak láthatóvá. Batta lóra pattant, és oda száguldott. Néhány órával később már ott volt a kiásott árokban, és rajzolta a csodálatos figurákat, szakállas embereket, szárnyas állatokat. Néhány nap múlva valamennyi emberét áthozatta Kujundzsikból. Gyorsan működésbe lépett az ásó, meg a csákány. Falak, és megint újabb falak kerültek felszínre. Botta már-már kételkedett abban, hogy ha nem is egész Ninivét, de az ókori asszír királyok legfényesebb palotáját tárta fel. Eljött az a pillanat, amikor ezt a meggyőződését nem tudta többé magában tartani, hanem szétkürtölte a világba, Franciaországba, Párizsba.
Ez ideig az emberiség bölcsőjét Egyiptomban gyanították. A Folyamköz vidékéről csak a Biblia tudósított, ez pedig a 19. század szemében „legenda gyűjtemény”-nek számított. Botta felfedezése tehát nem jelentett sem többet, sem kevesebbet, mint azt, hogy a Tigris és az Eufrátesz közelében egy legalább olyan régi, de -ha a Bibliának továbbra is hitelt adunk- talán még régebbi kultúra virágzott, fényben és hatalomban, amig csak tűzzel és fegyverrel el nem pusztították!

## Újraásás
Franciaország fellelkesült, és bőkezűen támogatta. Három évig ásott Botta, 1843-1846-ig. Közben hadakozott az éghajlat, a bennszülöttek, a pasa, és a törökországi kormányzó ellen. A kormányzó egyetlen magyarázatot talált Botta fanatikus munkájára: arany! Elszedte a munkásokat, őrökkel vetette körül a dombot, jelentéseket írogatott Konstantinápolyba. Botta folytatta a munkát. Hatalmas teraszaival felszínre került a hajdani palota. Azok az archeológusok akik odasiettek, az Ézsaiás próféta jóslataiban szereplő Sargon király palotáját ismerték fel benne. Nyári palota lehetett Ninive környékén, a versailles-i palotához hasonlóan egy óriási Sanssouci i. e. 709-ből, mely Babilon meghódítása után épült. Felszínre került a három részre osztott hárem, és egy teraszosan épített maradvány. Lenyűgöző volt a szobrok és domborművek sokasága. A nagyrészt törékeny alabástromból készült szobrok a védő törmeléktől hirtelen megfosztva, szétestek a sivatag forróságában. Eugène Flandin, a hírneves, Perzsiát járt rajzoló Párizsból gyorsan odasietett. Flandinnek gyorsan kellett papírra vetnie, vagyis átmentenie mindazt, ami úgyszólván a szeme előtt semmisült meg.

## Elszállítás
Bottának sikerült több szobrot tutajokra rakni, de a Tigris, kivált itt, a felső folyásánál vad folyó nem türte a szokatlan terhet, és azok a vízbe estek. Asszíria alig feléledt istenei és királyai ismét elsüllyedtek. Botta mégsem vesztette el bátorságát, és ezúttal sikerült. Hajóra rakták a csodás köveket, és pár hónap múlva a párizsi Louvre-ban álltak.

## A feltárás leírása
Botta egy terjedelmes, képekkel illusztrált mű összeállításába kezdett, melynek kiadását egy kilenc tudósból álló társulat vállalta magára. Közöttük volt Émile Burnouf, aki hamarosan a franciák legnevesebb régésze lett (negyedszázaddal később Heinrich Schliemann gyakran idézett „tudós barátja”, és egy Layard nevű angol, akinek hírneve Bottáét csakhamar elhomályosította. Ő lett a legszerencsésebb régészek egyike, ki ásóját valaha is évezredek törmelékébe vágta.
Botta könyve a régészet klasszikus művei között foglal helyet. „Ninive műemlékei – felfedezte és ismerteti Botta, mérte és rajzolta Flandin”. – ez a könyv címe, mely öt kötetes munka 1849–1850-ben jelent meg.